# Tastung
Tastung ist ein vorübergehendes Ein- oder Ausschalten eines elektrischen Stromes. Dies kann auch während des übergeordneten Betriebs einer elektrischen Vorrichtung geschehen. Tastung lässt sich auch mit schalten auf bestimmte Zeit oder unter bestimmten Bedingungen umschreiben. In der Signalverarbeitung kann die Tastung auch komplexere elektrische oder elektronische Verhältnisse oder Zustände betreffen.
Eine Tastung kann mechanisch, beispielsweise mithilfe eines Tasters, erfolgen oder elektromechanisch, wie etwa bei einem Relais, oder elektronisch: Bei einem Rechteckgenerator wird die Betriebsspannung periodisch ein- und ausgetastet; man spricht hier von Tastgrad. 

## Unterschied zwischen Schaltung und Tastung
Zwischen Schaltung und Tastung wird unterschiedlich stark unterschieden. Auch vermischen sich die Begriffe im allgemeinen Sprachgebrauch. Wenn es auf eine präzise wissenschaftliche Verständigung ankommt, dann ist eine Unterscheidung dagegen notwendig. Wenn z. B. jemand das Licht mit einem Schalter einschaltet, dann bleibt es solange an, bis der Schalter erneut betätigt wird. Mit einem Taster hingegen wird das Licht nur eingetastet und verlischt, sobald man den Taster loslässt. Streng genommen ist also ein Relais ein Taster und kein Schalter, da es nach abschalten des Steuerstromes wieder in seine Ursprungslage zurückfällt. Eindeutig ein Schalter ist dagegen das Stromstoßrelais.

## Tastung eines Senders
Unter Tastung eines Senders versteht man die Ausstrahlung von unterbrochenen Hochfrequenzimpulsen im Rhythmus von Morsezeichen. Die Tastung an sich wird noch nicht als Modulation bezeichnet, jedoch gibt es in der digitalen Modulation Tastungen, die als Modulation bezeichnet werden, wie etwa die Phasenumtastung.